# Tammelinn
Tammelinn est un quartier de Tartu en  Estonie. 

## Démographie
Au 31 décembre 2013, Tammelinn compte 8 195 habitants . 
Sa superficie est de 3,11 km2. 

## Galerie

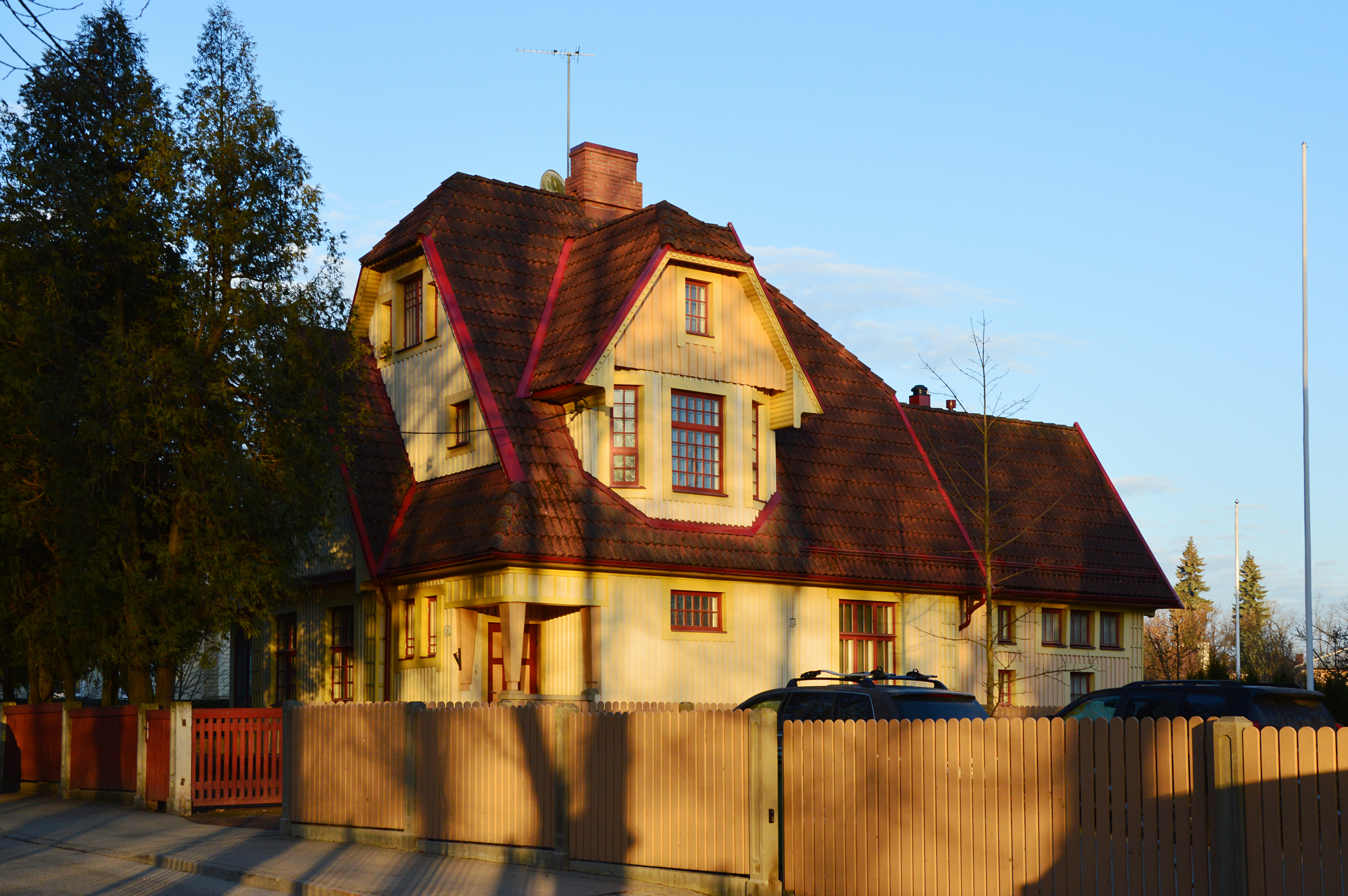
Elva 3.
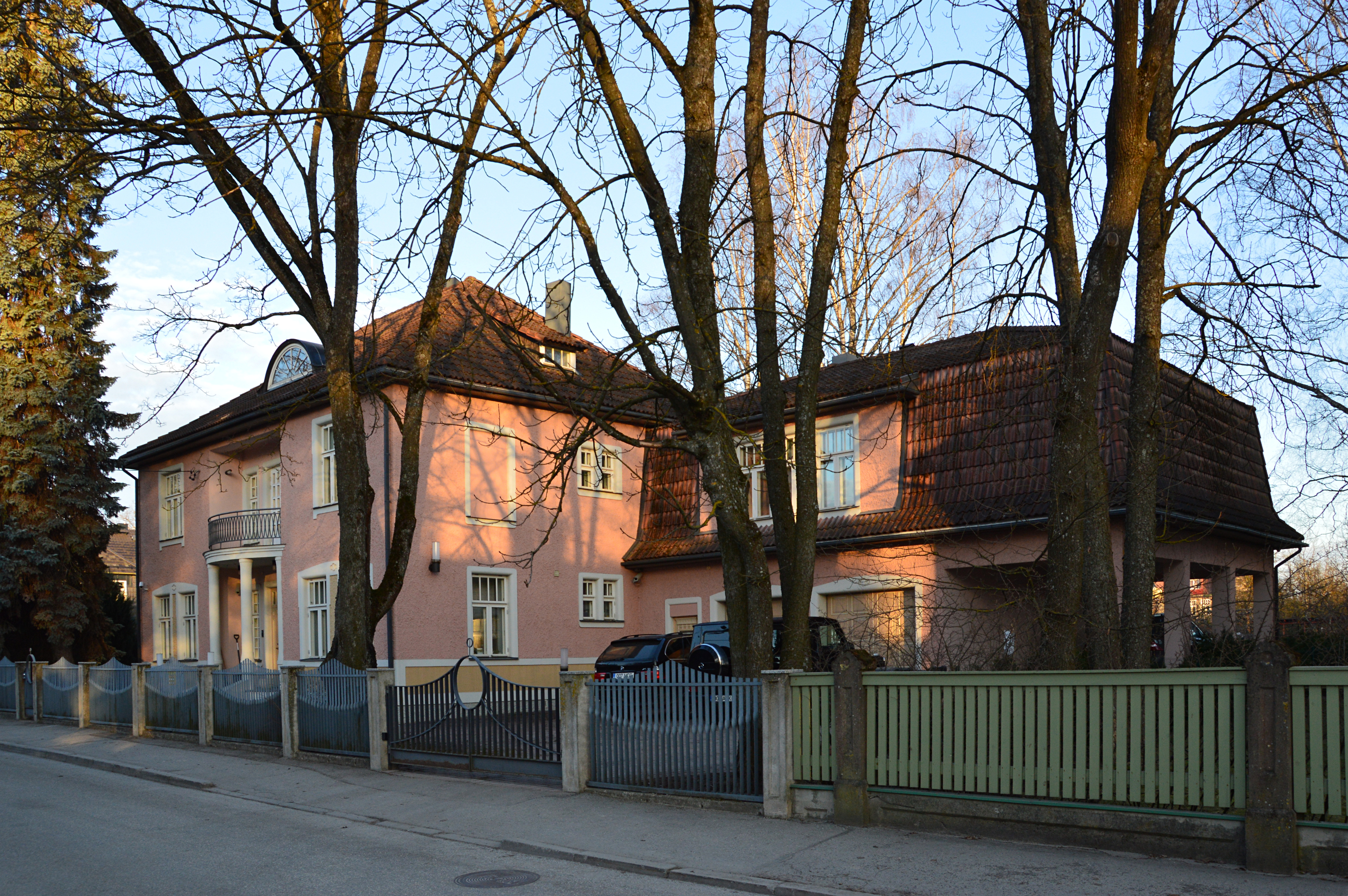
Elva 15.
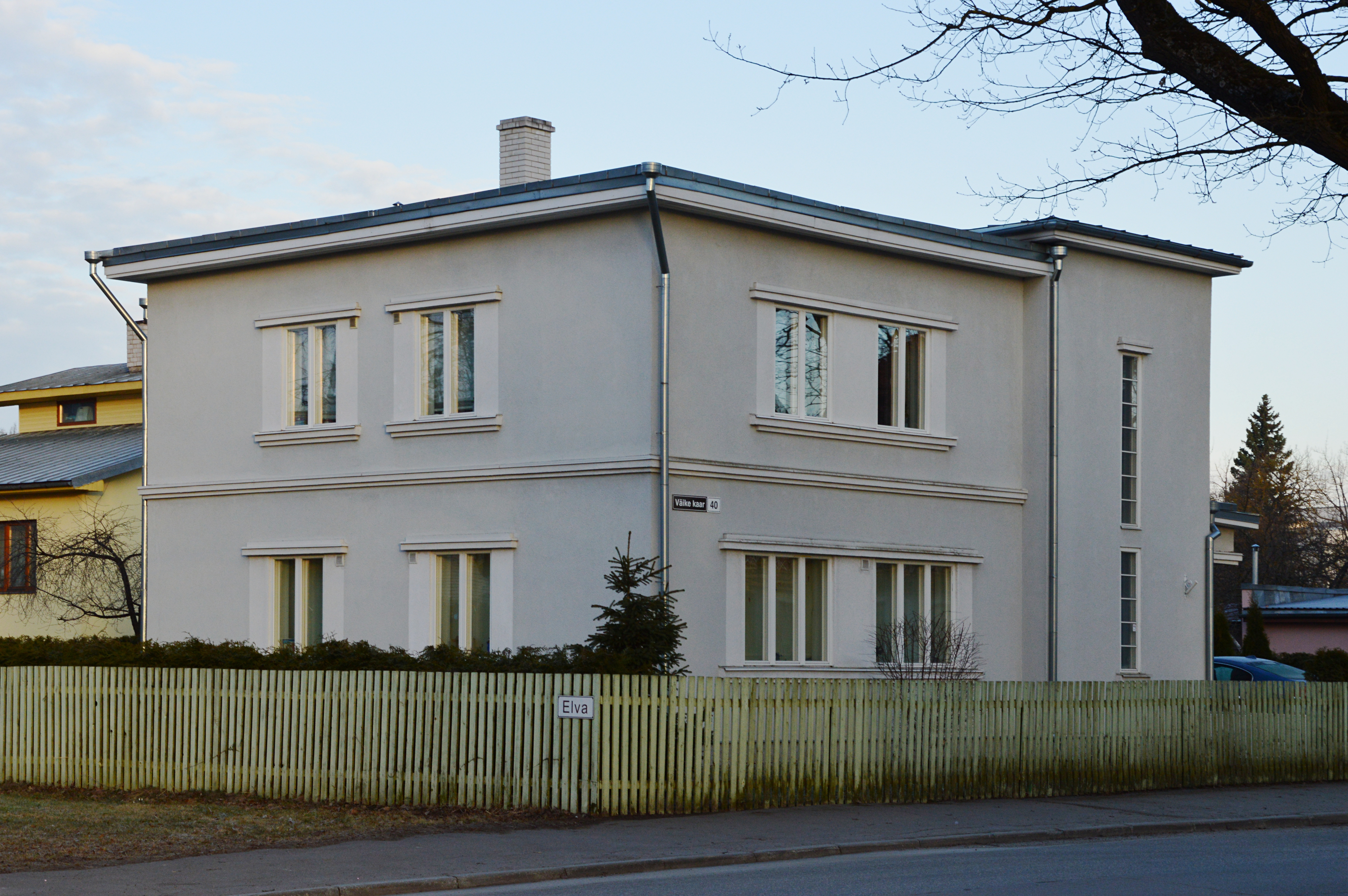
Väike kaar 40.
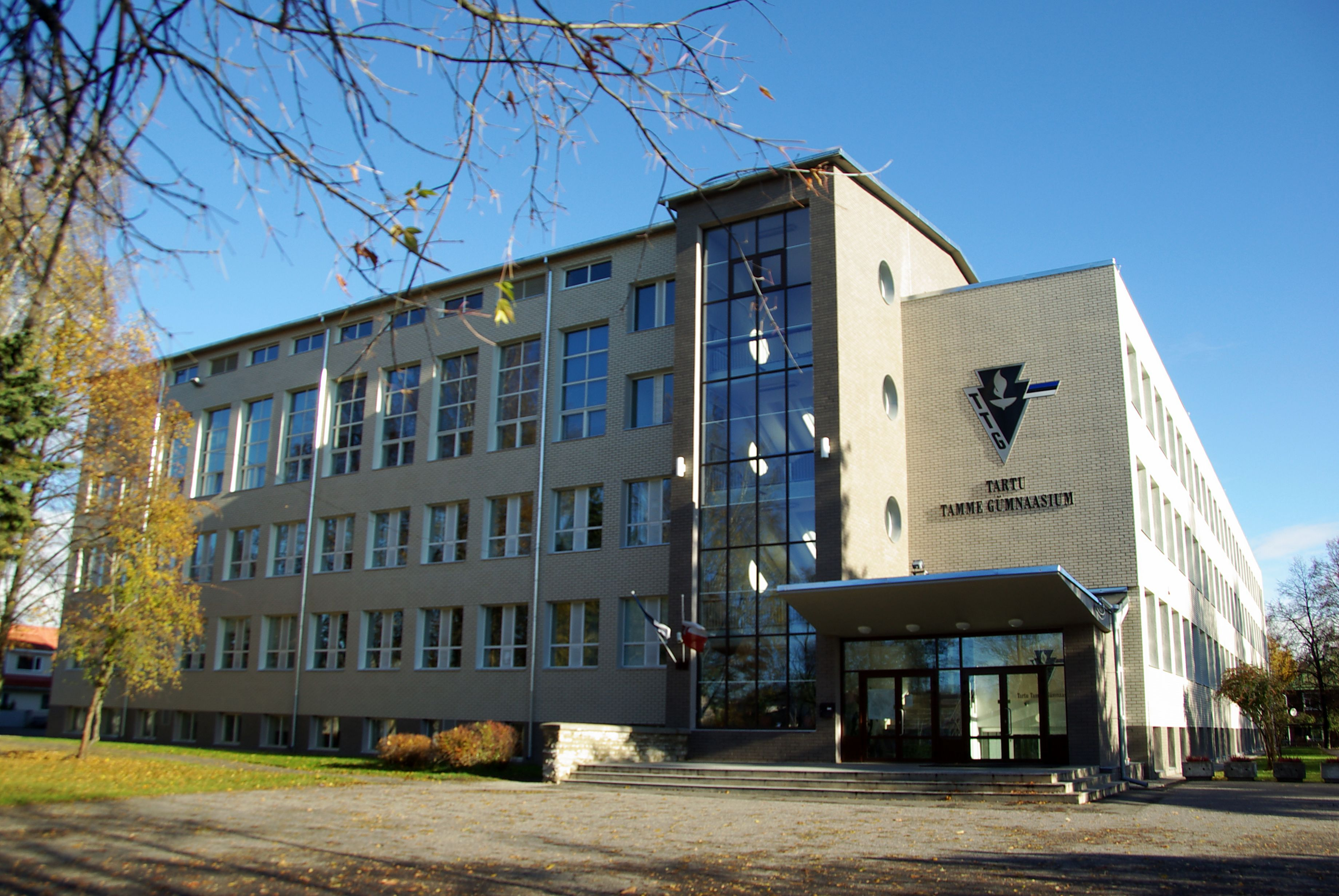
Lycée de Tammelinn.